# Провулок Професора Грищука
 Провулок Професора Грищука  — провулок в Корольовському районі Житомира. Названа на честь українського та британського вченого в галузі астрофізики, професора Леоніда Грищука.

## Історія
До 20 травня 2016 року мав назву «1-й провулок Леваневського».
Відповідно до розпорядження голови Житомирської ОДА був перейменований на провулок Професора Грищука.